# Brunch

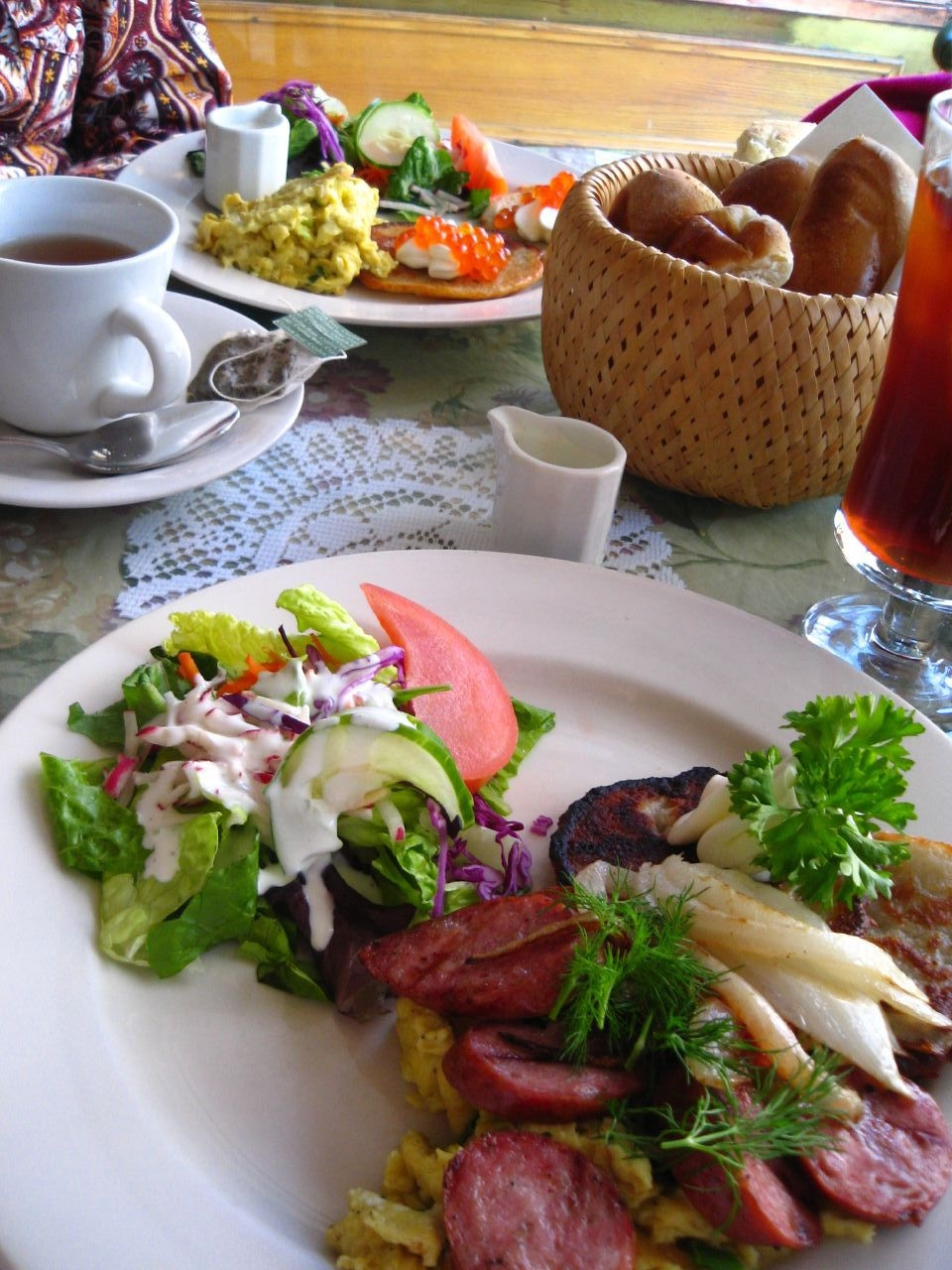
Ein Brunch mit Brötchen und Salat

Brunch (in der Schweiz auch mundartlich Buurezmorge) ist der Anglizismus für eine Mahlzeit, die aus Komponenten des Frühstücks und des Mittagessens besteht. 

## Etymologie
Das Kofferwort Brunch stammt aus dem Englischen und setzt sich aus breakfast („Frühstück“) und lunch („Mittagessen“) zusammen. Der Anglizismus Brunch, im Englischen entstanden im ausgehenden neunzehnten Jahrhundert, ist im Deutschen maskulin.

## Ablauf
Ein Brunch beginnt häufig am Vormittag und wird oft bis in den frühen Nachmittag ausgedehnt. Hotels und Restaurants bieten teilweise am Wochenende einen Brunch an, der als kaltes oder warmes Buffet zu einem Pauschalpreis angeboten wird.
Die Auswahl beim Brunch reicht beim Essen von Brötchen, Brot, Croissants mit Marmeladen, Konfitüren, Honig, über Käse und Wurst, Ei und Suppen bis hin zu Kuchen und Torten. Grundsätzlich gibt es eine ausgewogene Mischung aus kalten und warmen Speisen. Als Getränke werden in der Regel  Kaffee- und Teezubereitungen, Frischmilch, Mineralwasser sowie Fruchtsäfte angeboten, in der gehobenen Gastronomie zumeist auch Sekt.
Der Brunch wird mittlerweile von vielen Restaurants angeboten, hauptsächlich am Sonntag. Somit hat sich in den letzten Jahren das Wort „Sonntagsbrunch“ in der westlichen Kultur verbreitet. Mit diesem Trend ist auch zu beobachten, dass nicht nur Gastronomiebetriebe Brunches anbieten, sondern auch Private einen Sonntagsbrunch für Familienangehörige, Freunde, Kollegen und Bekannte veranstalten.